# Свръхестествено (сезон 6)
Вижте пояснителната страница за други значения на Свръхестествено.
Шестият сезон на Свръхестествено, американски сериал ще е петият сезон, който ще бъде излъчен по CW.
Създателят на шоуто Ерик Крипки първоначално е планирал шоуто да продължи само пет сезона, но поради все по-високите рейтинги на четвъртия и петият сезон, the CW поднови сериала за шести сезон. Крипки е потвърдил, че няма да се завърне като водача на шоуто; въпреки това той остава изпълнителен продуцент, като оставя на изпълнителния продуцент Сера Гамбъл да поеме ролята му.
Гамбъл е потвърдила, че шестият сезон на шоуто ще е фокусиран върху отношенията на братята. Според изказване от the CW, Адът и Раят са в „пълен безпорядък“, принуждавайки Сам и Дийн да се съюзят, за да „надвият надигащата се вълна от същества и демони“, които „обикалят свободно над беззаконен и хаотичен пейзаж“.
Заснемането на сезона започна със заснемането на четвъртия епизод, „Уикенд при Боби“, който е режисиран от Екълс, за да даде време на актьора за препродукцията. Миша Колинс ще се завърне в ролята на Кастиел, както и Джим Бийвър в ролята на Боби Сингър. Мич Пиледжи ще участва в няколко епизода като дядото на Сам и Дийн. Ролята на Крисчън, братовчеда на Сам и Дийн, бе дадена на Корин Немек; той е описан като „способен, спокоен под напрежение и много добър в работата си“. Ким Роудс ще се завърне в ролята на шериф Джоди Милс, както и Фредерик Лен в ролята на Азазел.
Сезонът ще бъде излъчван в САЩ всяка петък вечер по the CW и ще започне на 24 септември, 2010.

## Епизоди
| Име | Сценарист(и)                             | Режисьор(и)     | Първо излъчване      | #  |
| --- | ---------------------------------------- | --------------- | -------------------- | -- |
| Exile On Main Street („В изгнание“) | Сера Гембъл                              | Фил Сгричиа     | 24 септември 2010 г. | 1  |
| Дийн живее с Лиса и сина ѝ Бен, отказал се от лов за една година, след изчезването на Сам. Мистериозни събития се появяват в квартала на Дийн и той е принуден отново да се завърне в света на свръхестественото. Той е отровен от джин и Сам го спасява като му разкрива, че е успял да избяга от Ада преди около година. Запознава го с членове на семейството, за които дори не са знаели че съществуват. Ловци, водени не от друг, а дядо им – Самюел. Дийн оставя Лиса и Бен с Боби, и заедно със Сам тръгват по следите на джина, който иска да си отмъсти на братята заради баща си, когото те са убили. В края Дийн решава да живее с Лиса и Бен, и казва на Сам да поддържат връзка помежду си. |                                          |                 |                      |    |
| Two and a Half Men („Двама мъже и половина“) | Eric Kripke, Adam Glass                  | John Showalter  | 1 октомври 2010 г.   | 2  |
| Сам разследва случай на изчезнали бебета, чиито родители са убити. След поредния случай той спасява бебе и се обажда на Дийн за помощ. Принуден да остави Лиса и Бен, Дийн най-накрая се съгласява да се срещне със Сам и остава учуден от брат си и родителя, в който се е превърнал. Братята отнасят детето при Самюел, който решава да го отгледа като ловец, което не се харесва на Дийн. Но още преди да успеят да решат съдбата на бебето, алфата-шейпшифтър нахлува и го отвлича. |                                          |                 |                      |    |
| The Third Man („Третият човек“) | Eric Kripke, Ben Edlund                  | Robert Singer   | 8 октомври 2010 г.   | 3  |
| Сам и Дийн повикват Кас, когато започват разследване за няколко мъртви полицая, които изглежда са убити от Жезъла на Мойсей. Кас казва на Сам и Дийн, че в Рая цари хаос и оръжия са били откраднати от Бог. Тримата трябва да открият крадеца и да се изправят лице в лице със стар враг. |                                          |                 |                      |    |
| Weekend at Bobby's („Уикен при Боби“) | Eric Kripke, Andrew Dabb & Daniel Loflin | Дженсън Екълс   | 15 октомври 2010 г.  | 4  |
| След като Боби разбира, че Краули няма намерение да върне душата му, ловецът поема нещата в свои ръце. Той позвънява на Сам и Дийн, след като узнава една от най-дълбоките тайни на Краули. През това време Сам и Дийн узнават, какво е направил Боби, когато не са били наоколо. |                                          |                 |                      |    |
| Live Free or Twi-Hard | Eric Kripke, Brett Matthews              | Rod Hardy       | 22 октомври 2010 г.  | 5  |
| След като група момичета изчезват, Сам и Дийн осъзнават, че група вампири ги е отвлякла. След борба срещу двама кръвопийци, Дийн е превърнат във вампир. Самюел казва на Дийн, че може да го превърне отново в човек, но се налага да вземе кръв, от вампир а, който го е превърнал. Дийн прониква в гнездото и връхлита на Алфата. |                                          |                 |                      |    |
| You Can't Handle the Truth („Не можеш да понесеш истината“) | Eric Kripke, Eric C. Charmelo            | Jan Eliasberg   | 29 октомври 2010 г.  | 6  |
| Сам и Дийн разследват серия от самоубийства и откриват, че на жертвите е била казана бруталната истина, която ги е подлудила. Някой е призовал богинята на истината, която принуждава да хората да бъдат жестоко честни един към друг. Дийн се превръща в следващата жертва. Той бива принуден да каже на брат си как наистина се чувства след връщането му от Ада. |                                          |                 |                      |    |
| Family Matters („Семейството е от значение“) | Eric Kripke, Andrew Dabb, Daniel Loflin  | Guy Norman Beе  | 5 ноември 2010 г.    | 7  |
| Дийн започва да се съмнява в мотивите на Самюел, но Сам не мисли, че дядо им прави нещо нередно. Братята отиват на лов със Самюел и другите Кембъл, но нещата се променят в ужасяваща посока. |                                          |                 |                      |    |
| All Dogs Go to Heaven („Всички кучета отиват в Рая“) | Eric Kripke, Adam Glass                  | Philip Sgriccia | 12 ноември 2010 г.   | 8  |
| Сам и Дийн разследват убийства, които сякаш са извършени от върколак, но се оказва скинуокър, който е под формата на домашно куче, които отмъщава на враговете на семейството си. Той бива заловен от братята и се превръща отново в човек, за да им каже, че Алфата е превърнал много хора в скинуокъри, които да си намерят семейство и след време да променят и него. Единствения начин да оправят тази каша е да намерят Алфата и да го убият. |                                          |                 |                      |    |
| Clap Your Hands If You Believe („Плесни с ръце, ако вярваш“) | Eric Kripke, Ben Edlund                  | John Showalter  | 19 ноември 2010 г.   | 9  |
| Докато Сам и Дийн разследват НЛО следи, Дийн е отвлечен в житен кръг. След като се завръща, той открива, че си нямат работа с извънземни, а с феи. Единствено Дийн вижда феите, което прави залавянето и спирането им по-трудно. Разследването става дори още по-заплетено, когато нещата водят към свят пълен с елфи, гноми и леприкони. |                                          |                 |                      |    |
| Caged Heat („Сърце в клетка“) | Eric Kripke, Brett Matthews              | Robert Singer   | 3 декември 2010 г.   | 10 |
| Мег отвлича Сам и Дийн, като ги принуждава да ѝ кажат, къде се крие Краули. Сам прави сделка – братята ѝ помагат да открие Краули, а тя им дава информация, как да вземат душата на Сам обратно от Ада. Кас се присъединява в битката, но открива, че е трудно да се сработи с Мег. |                                          |                 |                      |    |
| Appointment in Samarra („Среща с Самара“) | Eric Kripke, Sera Gamble                 | Mike Rohl       | 10 декември 2010 г.  | 11 |
| Дийн търси помощ от Смърт за душата на Сам. Смърт обещава да помогне на Сам, ако Дийн играе ролята на Смърт за 24 часа. Междувременно Сам решава, че не иска душата си обратно и моли Балтазар за заклинание, което държи душата далеч от тялото. За него обаче му е нужна кръвта на баща му, но тъй като той отдавна е мъртъв, Сам решава, че Боби е най-добрият кандидат. |                                          |                 |                      |    |
| Like a Virgin („Като девственица“) | Eric Kripke, Adam Glass                  | Philip Sgriccia | 4 февруари 2011 г.   | 12 |
| Дийн и Боби неспокойно чакат Сам да се събуди за да видят дали Смърт е успял да върне душата му, без да полудее. Междувременно двамата разследват поредица от изчезвания на девственици и откриват, че зад отвличанията стоят дракони. Боби праща Дийн при доктор, който притежава единственото оръжие, което може да убие дракон, но Дийн трябва първо да докажа, че е достоен, за да го вземе. |                                          |                 |                      |    |
| Unforgiven („Непростимо“) | Eric Kripke, Andrew Dabb                 | David Barrett   | 11 февруари 2011 г.  | 13 |
| Сам започва да вижда кратки моменти от работата си върху случай заедно с дядо си, преди да се срещне с Дийн. Получава мистериозни СМС-си с координатите на малък град и братята решават да разследват. Дийн остават учуден, когато хората от града започват да му разказват нещата, които Сам е правил, докато е бил без душа. |                                          |                 |                      |    |
| Mannequin 3: The Reckoning („Капан за родители“) | Eric Kripke, Eric C. Charmelo            | Jeannot Szwarc  | 18 февруари 2011 г.  | 14 |
| Бен звъни на Дийн и му казва, че Лиса е в беда. Дийн оставя Сам да разследва случай без неговата помощ и отива при Лиса, но не е подготвен за това, което го чака на прага. Междувременно Сам разследва убийството на мъже, които биват убиване от кукли, обладани от момиче, което е изчезнало преди години. |                                          |                 |                      |    |
| The French Mistake („Френската грешка“) | Eric Kripke, Ben Edlund                  | Charles Beeson  | 25 февруари 2011 г.  | 15 |
| Рафаел преследва Балтазар, заради ключът от мястото, където са скрити оръжията, които могат да го унищожат. Балтазар дава ключа на братята и ги праща в алтернативна реалност, в която те се казват Дженсън Екълс и Джаред Падалеки и играят в сериал наречен „Свръхестествено“. Нещата стават още по-объркани, когато братята откриват Кас, които всъщност е Миша Колинс – забавен актьор с туитър, Сам се оказва женен за Руби, или по-точно актрисата, която играе ролята на Руби. |                                          |                 |                      |    |